# Rapana
Rapana là một chi ốc biển săn mồi cỡ lớn, là động vật thân mềm chân bụng sống ở biển thuộc họ Muricidae, họ ốc gai.

## Các loài
Các loài thuộc chi Rapana bao gồm:
- Rapana rapiformis
- Rapana venosa  (Valenciennes, 1846) - đồng nghĩa: Rapana thomasiana (Crosse, 1861) và Rapana pontica (Nordsiek, 1969)

## Hình ảnh

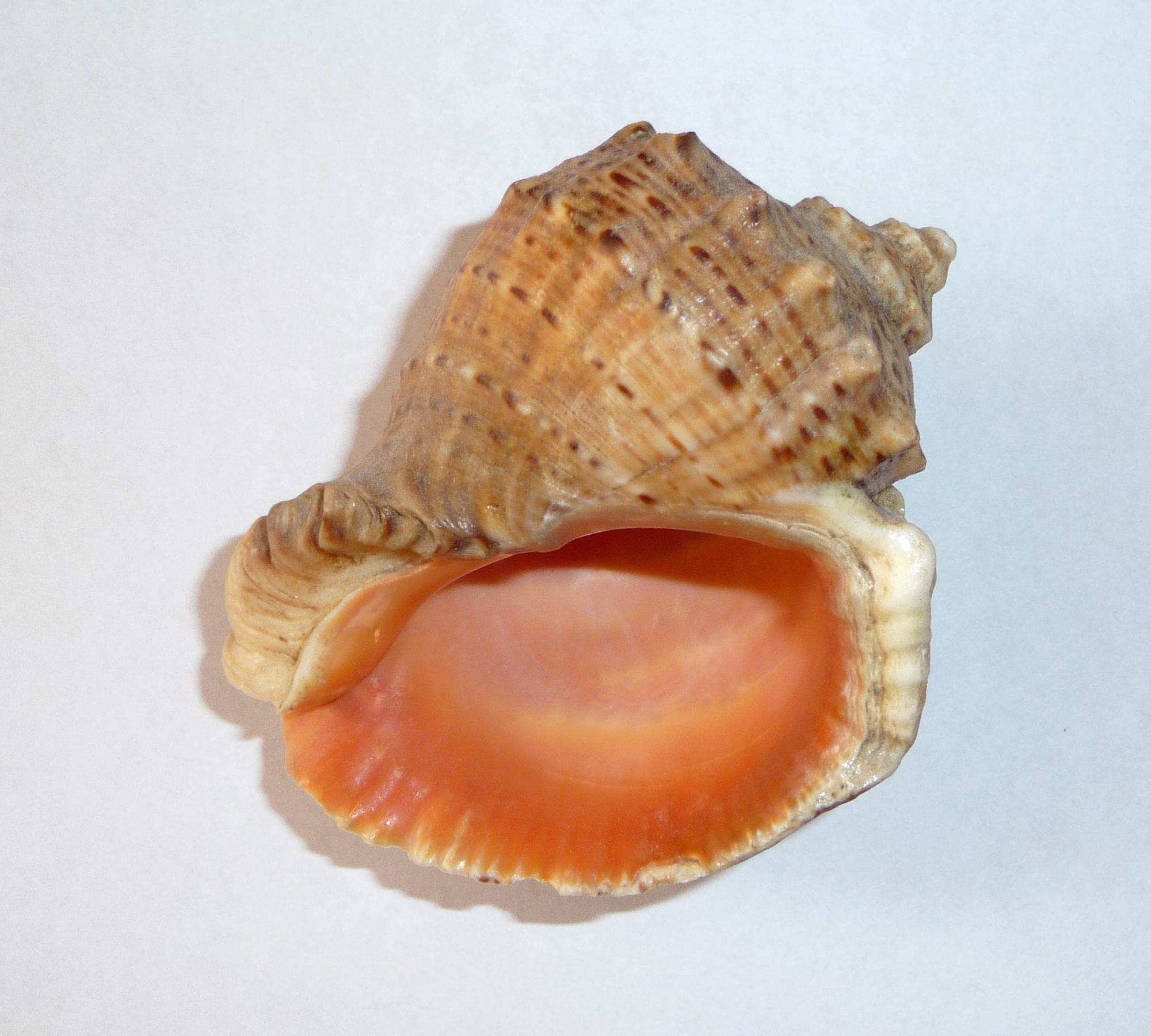
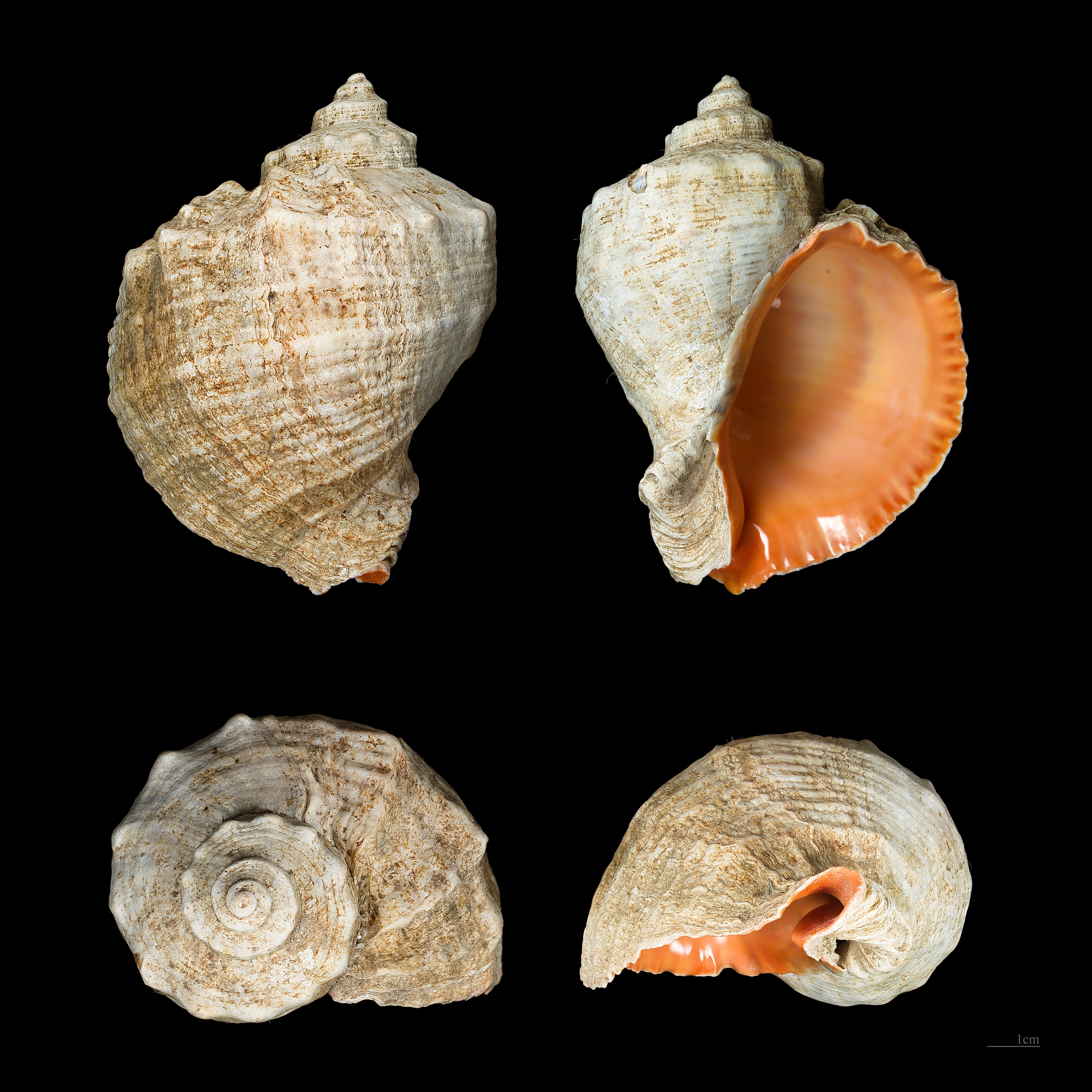
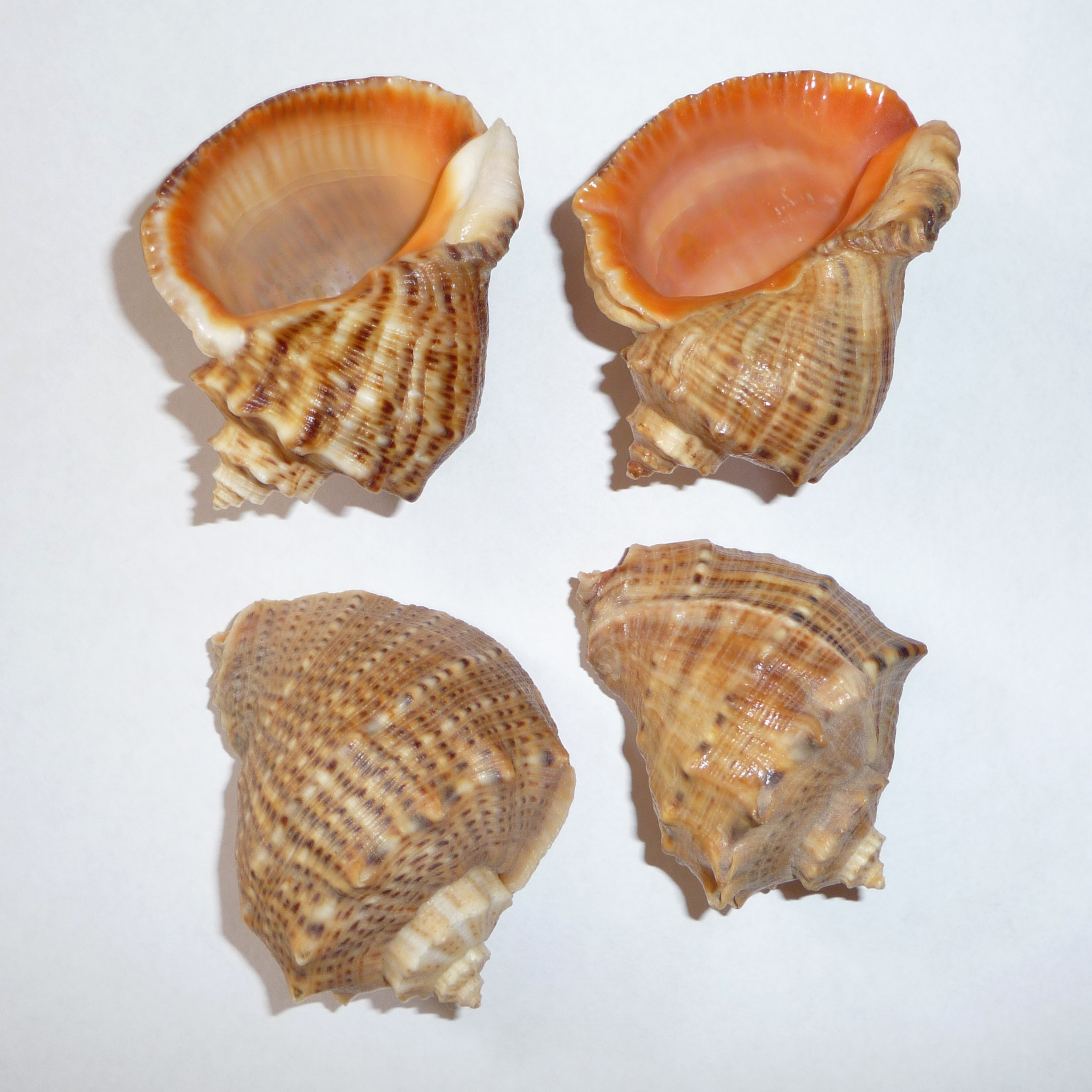
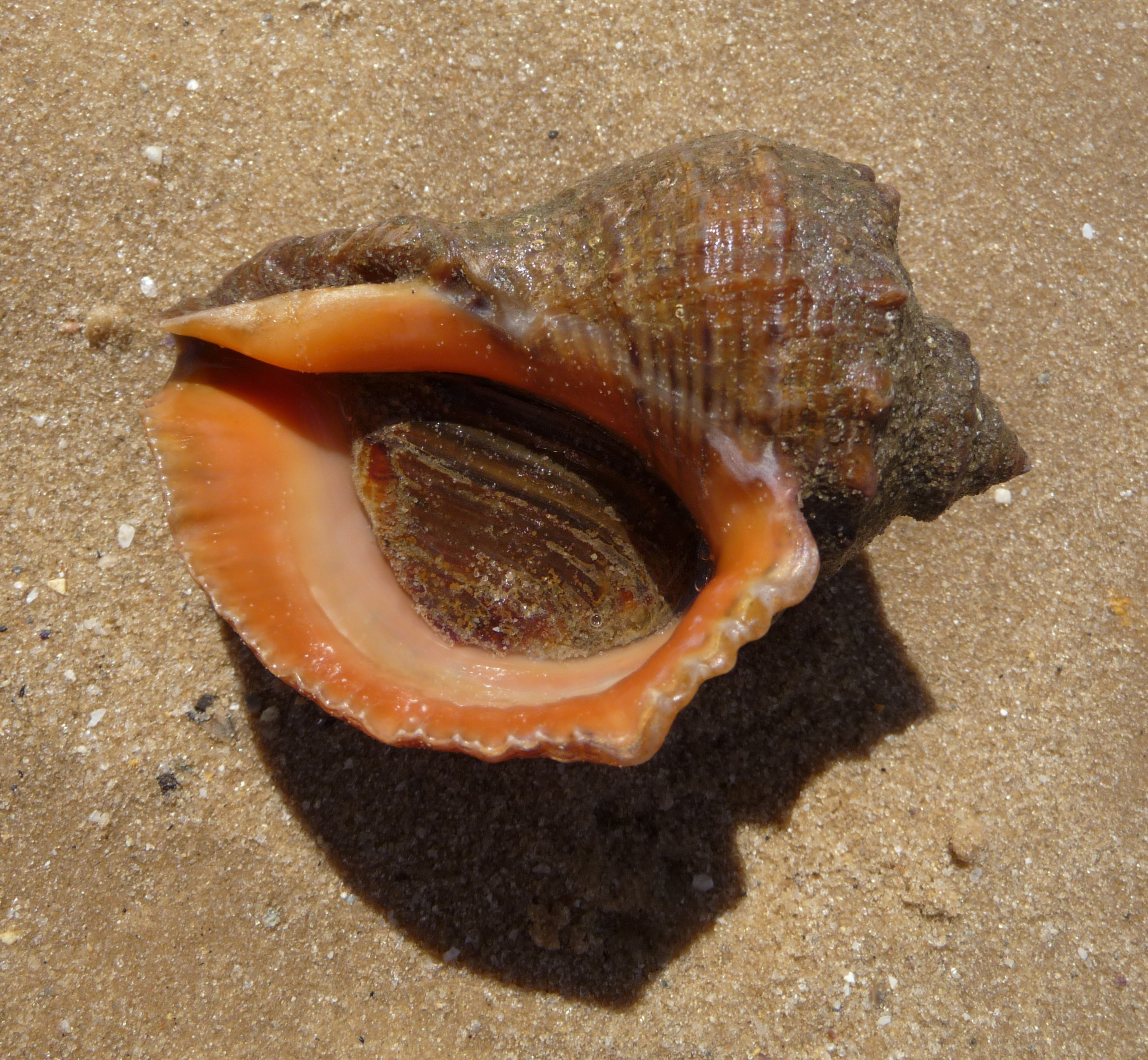